# Romeo i Julia (balet)
Romeo i Julia (Romeo i Dżulietta) – balet w 4 aktach Siergieja Prokofiewa według dramatu Williama Szekspira powstały w latach 1935–1936.
Światowa prapremiera baletu odbyła się w Brnie w teatrze Na Hradbách (obecnie Mahenovo divadlo) 30 grudnia 1938 roku. Autorem choreografii i reżyserem tego wystawienia był czeski tancerz Ivo Vána-Psota. 11 stycznia 1940 balet wystawiono w Leningradzie, w Teatrze imienia Kirowa. Premiera polska miała miejsce w warszawskiej Operze Państwowej 22 maja 1954 w choreografii Jerzego Gogóła.
- Libretto: Leonid Ławrowski i Siergiej Prokofjew według dramatu Williama Szekspira
- Muzyka: Siergiej Prokofjew
- Choreografia: Leonid Ławrowski
- Scenografia: Piotr Wiliams

## Osoby

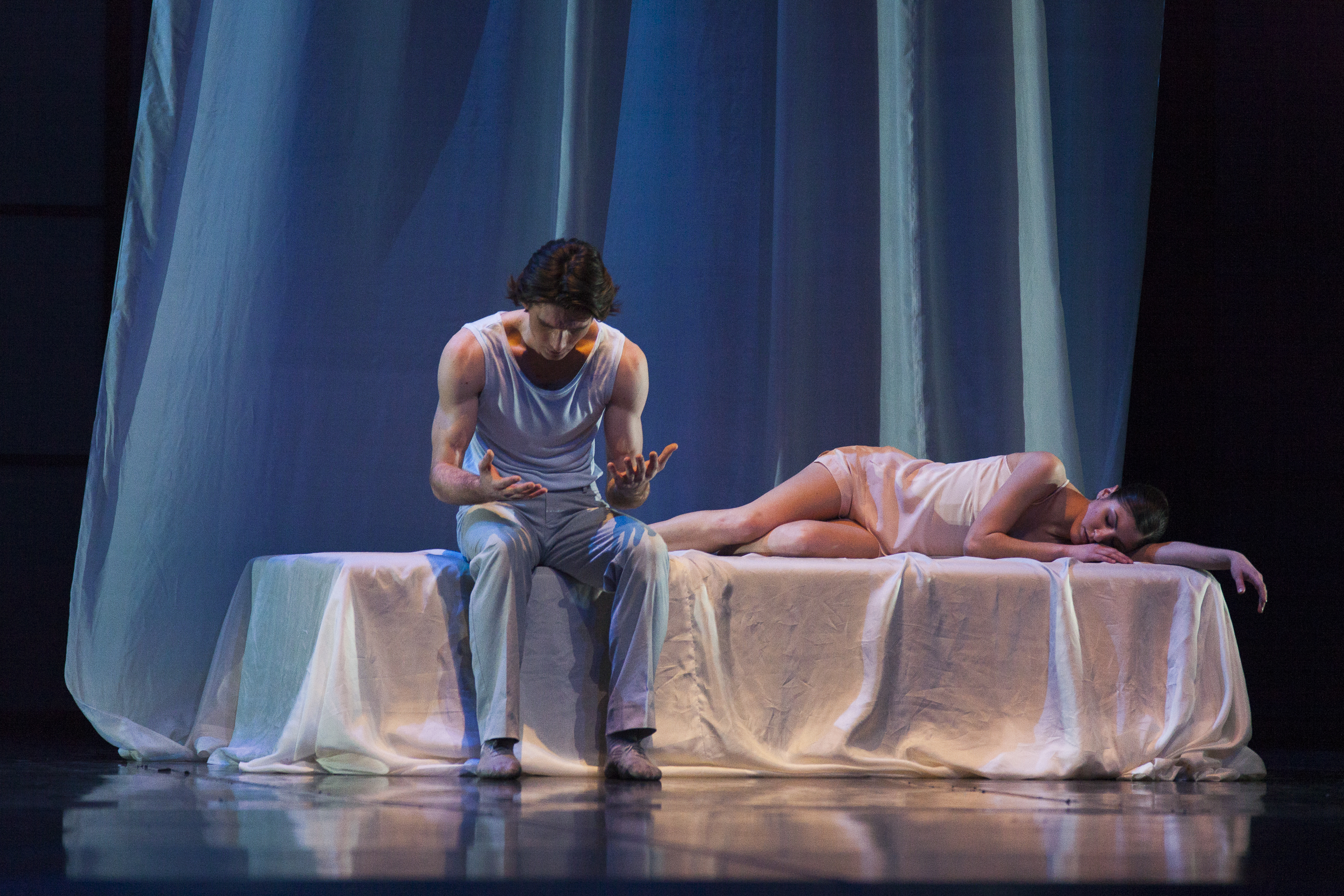
Romeo i Julia w choreografii Krzysztofa Pastora, Polski Balet Narodowy, w rolach tytułowych: Vladimir Yaroshenko i Maria Żuk

- Romeo – syn możnego rodu Montecchich
- Julia – córka możnego rodu Capuletich
- Tybalt – krewny Capuletich
- Merkutio – przyjaciel Romea
- Pan Montecchi – ojciec Romea
- Pan Capuleti – ojciec Julii
- Hrabia Parys – pretendent do ręki Julii
- Benvolio – przyjaciel Romea
- Brat Laurenty (Wawrzyniec) – zakonnik
- Eskalus – książę Werony
- Pani Capuleti – matka Julii
- Mamka Julii
- Błazen, Przyjaciółki Julii, Kawalerowie, Damy, Paziowie, Słudzy Montecchich, Słudzy Capuletich, Mieszkańcy Werony